# James G. Blunt
James Gillpatrick (o Gilpatrick) Blunt (21 de julio de 1826 - 27 de julio de 1881) fue un médico y abolicionista que alcanzó el rango de general de división en el Ejército de la Unión durante la guerra civil estadounidense. Fue derrotado por los Asaltantes de Quantrill en la batalla de Baxter Springs, en Kansas, en 1863, pero se considera que prestó un buen servicio al año siguiente como comandante de división durante la Incursión de Price en Misuri.

## Primeros años y carrera profesional
Blunt nació en Trenton, Maine, hijo de John Blunt y Sally Gilpatrick Blunt. Blunt vivió y trabajó en la granja familiar hasta los 14 años. Es posible que pasara algún tiempo en la Academia Militar de Ellsworth, Maine. Se hizo marinero en un buque mercante cuando tenía 15 años, y alcanzó el rango de capitán a los 20.
En 1845 Blunt se trasladó a Columbus, Ohio, donde se matriculó en el Starling Medical College. Su tío materno, el Dr. Rufus Gilpatrick, era uno de los instructores. Tras graduarse en febrero de 1849, Blunt se trasladó a New Madison, Ohio, y comenzó a ejercer. El 15 de enero de 1850 se casó con Nancy G. Putman. Blunt ejerció la medicina y participó activamente en la política del condado como miembro del Partido Republicano.

## Carrera en Kansas
En 1856 Blunt y su familia se trasladaron al condado de Anderson, Kansas, siguiendo a su tío que se había trasladado allí varios años antes. Pronto se vio involucrado en el conflicto previo a la Guerra Civil conocido como Bleeding Kansas, cuando las fuerzas abolicionistas y esclavistas luchaban por controlar el territorio. Durante un enfrentamiento con el gobierno territorial pro-esclavista en 1857, Blunt se unió a una fuerza que incluía a Jim Lane y al abolicionista John Brown. Blunt fue un miembro clave de la convención constitucional de Wyandotte que redactó la constitución del estado de Kansas en 1859, y sirvió como presidente del comité de la milicia.

## Guerra Civil
Al estallar la Guerra Civil en 1861, Blunt fue nombrado teniente coronel del 3.er Regimiento de Infantería Voluntaria de Kansas, que formaba parte de la Brigada de Kansas de James Lane, una fuerza irregular de partisanos que no fue aceptada en el Ejército de la Unión hasta que se reorganizó en abril de 1862. En abril de 1862, Blunt fue nombrado general de brigada de voluntarios y se le dio el mando del Departamento y del Ejército de Kansas. Ordenó al coronel William Weer que dirigiera la "Expedición India" en 1861, que consiguió ocupar Fort Gibson y armar a tres regimientos de nativos americanos. Las fuerzas de Blunt fueron derrotadas en la Primera Batalla de Newtonia, y el Ejército de Kansas fue incorporado al Ejército de la Frontera como 1.ª División. Blunt dirigió su división de voluntarios cherokees y de Kansas hasta la victoria en la batalla de Old Fort Wayne. En diciembre de 1862, a la división de Blunt se le unió la 2.ª División al mando de Francis J. Herron. Las fuerzas combinadas se enfrentaron a los confederados al mando de Thomas C. Hindman en la batalla de Prairie Grove. Aunque tácticamente fue un empate, la batalla fue una victoria estratégica para la Unión.
Blunt fue nombrado general de división de voluntarios el 16 de marzo de 1863 y fue el único oficial de Kansas que alcanzó ese rango durante la guerra. Estableció Fort Baxter (también conocido como Fort Blair) en mayo de 1863, cerca de Baxter Springs, Kansas.
Blunt fue designado para comandar el Distrito de la Frontera. Hizo campaña por el control del Territorio Indio y obtuvo una victoria en la Batalla de Honey Springs, poniendo gran parte del Territorio Indio bajo el control de la Unión. En octubre de 1863, mientras trasladaba su cuartel general de Fort Scott a Fort Smith, Blunt y su destacamento fueron atacados por una fuerza confederada al mando de William C. Quantrill. En la batalla de Baxter Springs, los asaltantes de Quantrill derrotaron y mataron a más de 80 de los 100 escoltas de Blunt, incluido su ayudante, el mayor Henry Curtis, hijo del mayor general Samuel R. Curtis. Estas acciones provocaron la destitución de Blunt del mando del Distrito de la Frontera.
En 1864, Blunt pudo redimirse. El mayor general confederado Sterling Price inició una invasión de Misuri y Blunt tomó el mando de la 1.ª División del Ejército de la Frontera. Él y la caballería al mando de Alfred Pleasonton lucharon en acciones de retraso hasta que Samuel R. Curtis reunió a todos los efectivos del ejército e infligió una derrota a Price en la batalla de Westport. La división de Blunt infligió la derrota final a Price en la segunda batalla de Newtonia. Blunt comandaba el Distrito del Sur de Kansas cuando terminó la guerra.

## Posguerra

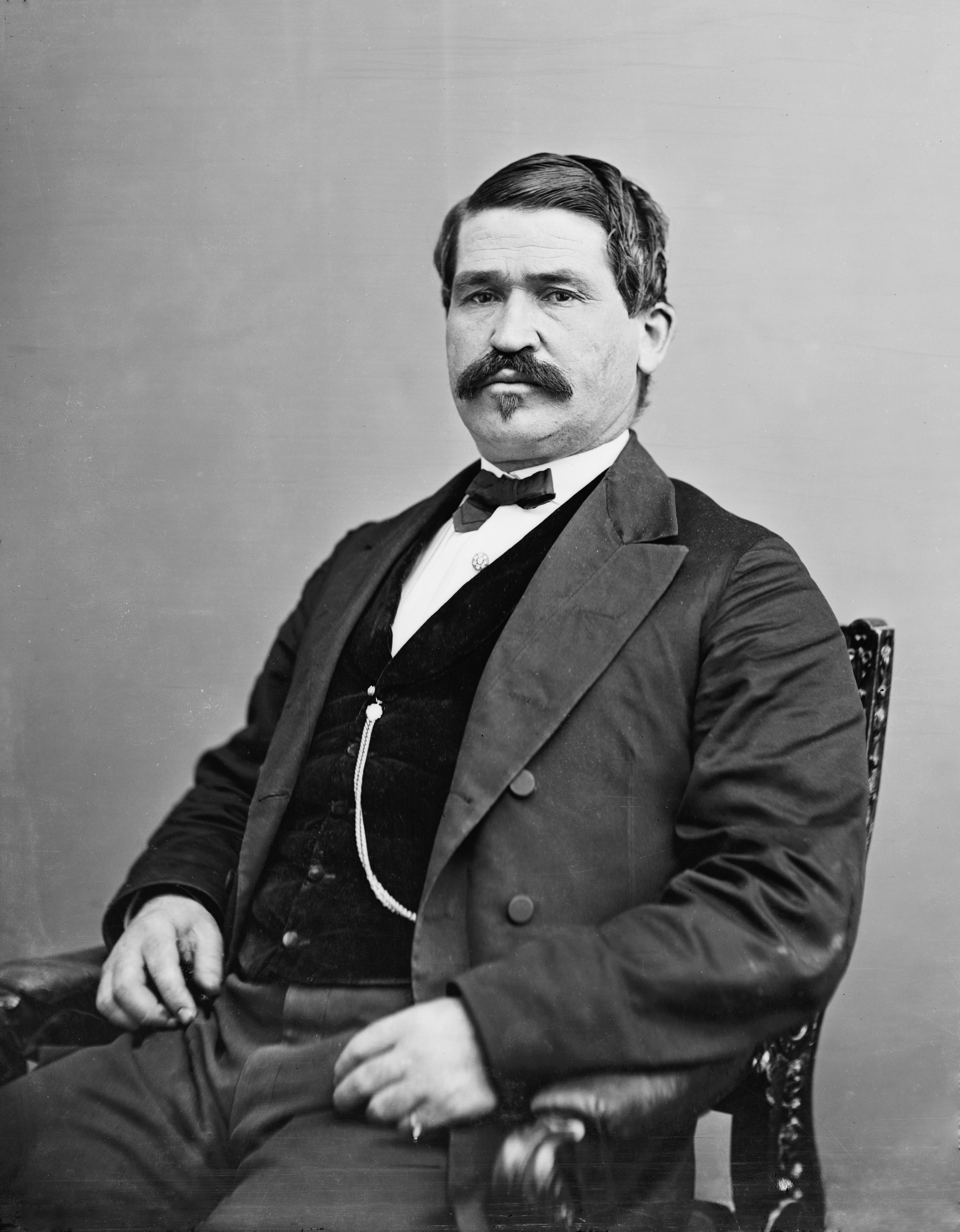
James G. Blunt en un retrato de posguerra

Después de la guerra, Blunt se estableció con su familia en Leavenworth, Kansas, y reanudó su práctica médica; también fue admitido en el colegio de abogados de Kansas como abogado. En 1869 se trasladó a Washington D. C. donde ejerció su nueva profesión.
En 1873, Blunt fue acusado por el Departamento de Justicia de conspiración para defraudar al gobierno y a un cuerpo de indios cherokee en Carolina del Norte. Anteriormente había sido citado en la investigación del 41.º Congreso sobre el Departamento de Asuntos Indios, por cobrar a las tribus occidentales comisiones exorbitantes (entre el 40% y el 50%) por los pagos que les correspondían.
El comportamiento de Blunt se volvió errático en 1879, cuando tenía 53 años, y fue internado en un asilo. Murió dos años después, con la causa de la muerte dada como "ablandamiento del cerebro". Su cuerpo fue devuelto a Leavenworth y está enterrado en el cementerio de Mount Muncie.